# High (canción de Lighthouse Family)
High es el segundo sencillo escrito por el dúo Lighthouse Family para su segundo álbum Postcards from Heaven. La producción estuvo a cargo de Mike Peden, y su lanzamiento comercial se realizó en el mes de octubre de 1997. En Australia ocupó la primera posición en la lista de éxitos musicales, y en países como Suiza, Austria, Reino Unido, Países Bajos y Nueva Zelanda la canción estuvo entre las diez primeras posiciones. 
High es el sencillo que más éxito ha tenido de Lighthouse Family, de hecho, alcanzó el Top 10 en varios países.

## Videoclip
El vídeo musical está en blanco y negro excepto cuando Tunde Baiyewu comienza a cantar. En el vídeo hay escenas en las que Paul Tucker camina por las vías férreas del tren de la ciudad, Tunde sentado en un banco de un parque en pleno otoño y una casa abandonada cercea de Dungeness. 
El vídeo se rodó en el Nordeste de Inglaterra y Kent donde se muestran algunos de los monumentos más importantes: el Tyne Bridge al inicio y un número de tomas de Baiyewu que tuvieron lugar en el Puente de Middlesbrough

## Pistas y formatos
| #                            | Título                                               | Duración |
| ---------------------------- | ---------------------------------------------------- | -------- |
| CD: Polydor / 569 149-2 (UK) |                                                      |          |
| 1.                           | "High" (Full Length Version)                         | 5:13     |
| 2.                           | "High" (Itaal Shur's Beautiful Urban mix)            | 6:32     |
| 3.                           | "High" (Full Crew Main Mix)                          | 5:11     |
| 4.                           | "High" (Itaal Shur's Beautiful Urban Dreamscape Mix) | 6:37     |

| #                            | Título                            | Duración |
| ---------------------------- | --------------------------------- | -------- |
| CD: Polydor / 569 151-2 (UK) |                                   |          |
| 1.                           | "High" (Full Length Version)      | 5:13     |
| 2.                           | "High" (Vocal 12")                | 11:39    |
| 3.                           | "High" (Interplanetary Disco Mix) | 7:55     |
| 4.                           | "High" (E-Dancer dub)             | 6:42     |
| 5.                           | "High" (Inner City Mix)           | 8:25     |

| #                                               | Título                                     | Duración |
| ----------------------------------------------- | ------------------------------------------ | -------- |
| CD: Wild Card/Polydor / 567 505-2 (Australasia) |                                            |          |
| 1.                                              | "High" (7" Edit)                           | 4:35     |
| 2.                                              | "Ocean Drive" (7" Radio Mix)               | 3:59     |
| 3.                                              | "High" (Itaal Shur's Beautiful Urban Edit) | 3:43     |
| 4.                                              | "High" (Inner City Mix)                    | 8:24     |
| 5.                                              | "High" (Interplanetary Disco Mix)          | 11:36    |

## Lista
| Lista (1998)                        | Posición |
| ----------------------------------- | -------- |
| ARIA Singles Chart Australia        | 1        |
| Lista de sencillos de Italia        | 2        |
| Lista de sencillos de Suiza         | 2        |
| Lista de sencillos de RU            | 4        |
| Lista de singles de Austria         | 4        |
| Eurochart Hot 100                   | 4        |
| Lista de sencillos de Nueva Zelanda | 8        |
| Lista de singles de Holanda         | 8        |
| Lista de singles de Suecia          | 18       |
| U.S. Billboard Adult Contemporary   | 23       |

| Lista (1999)                             | Position |
| ---------------------------------------- | -------- |
| U.S. Billboard Hot Dance Music/Club Play | 21       |